# John Scarborough
John Samuel Scarborough (* 1940; † 26. Juni 2022 in Madison, Wisconsin) war ein US-amerikanischer Althistoriker, Byzantinist und Medizinhistoriker.

## Werdegang
John Scarborough erwarb 1961 einen Bachelor of Arts an der Baker University in den Fächern Zoologie und Geschichte. Nach einem Jahr an der Medizinischen Fakultät der University of Kansas erlangte er 1963 einen M.A.-Grad in Byzantinistik an der University of Denver. Er schloss ein Graduiertenstudium in Klassischer Philologie an der University of Pennsylvania an und wurde nach einer kurzen Anstellung als Dozent am West Virginia Wesleyan College in Buckhannon 1967 an der University of Illinois in griechischer und römischer Geschichte in Verbindung mit Medizingeschichte promoviert.
Von 1966 bis 1985 lehrte er an der University of Kentucky Alte Geschichte und Medizingeschichte und wurde dort 1976 zum Professor ernannt. Im Jahr 1981 wurde er im Rahmen einer Brückenprofessur (joint appointment) auch zum Professor für Pharmazie ernannt. 1985 wechselte er an die School of Pharmacy der University of Wisconsin–Madison und übernahm zugleich die Leitung des American Institute of the History of Pharmacy. 1987 nahm er auch eine Professur im Department of Classics der University of Wisconsin-Madison an.
Außerdem folgte er zahlreichen Einladungen auf Gastprofessuren und wurde mit verschiedenen Ehrengraden geehrt.
Scarborough arbeitete zur griechischen, römischen und byzantinischen Medizin und Pharmakologie (Pedanios Dioskurides, Galen, Aëtios von Amida, Alexander von Tralleis), Chirurgie und zur Anästhesie und Schmerztherapie vor der Renaissance.

## Veröffentlichungen (Auswahl)
- mit Paul T. Keyser: The Oxford Handbook of Science and Medicine in the Classical World. OUP, Oxford, New York 2018.
- Pharmacy and Drug Lore in Antiquity: Greece, Rome, Byzantium. Ashgate, Farnham [England] and Burlington [Vermont] 2010.
- Roman Medicine to Galen. In: Wolfgang Haase, Hildegard Temporini (Hrsg.), Aufstieg und Niedergang der römischen Welt, II 37, 1, Walter de Gruyter, Berlin New York 1993, Ss. 3–48.
- Medical Terminologies: Classical Origins. University of Oklahoma Press, Norman and London 1992, Auszüge online bei Google Books; zweite Auflage unter dem Titel: Medical and Biological Terminologies: Classical Origins, 1998.
- (Hrsg.): Folklore and Folk Medicines. American Institute of the History of Pharmacy, Madison 1987.
- (Hrsg.): Symposium on Byzantine Medicine. Dumbarton Oaks Publishing Service, Baltimore, Md. 1985 (Dumbarton Oaks Papers, 38). – (Rez. von Peregrine Horden, in: Medical History 31.1, 1987, 118–119, PMC 1139700 (freier Volltext)).
- Pharmacy’s Ancient Heritage: Theophrastus, Nicander, and Dioscorides. University of Kentucky/College of Pharmacy, Lexington 1985.
- mit Vivian Nutton: The preface of Dioscorides’ De materia medica: Introduction, translation, commentary. In: Transactions and studies of the College of Physicians of Philadelphia. Band 4, 1982, Nr. 3, S. 187–227.
- Facets of Hellenic Life. Houghton Mifflin, Boston 1976.
- Roman Medicine. Thames and Hudson / Cornell University Press, London/Ithaca, New York 1969; Nachdruck 1976.